# A10 road

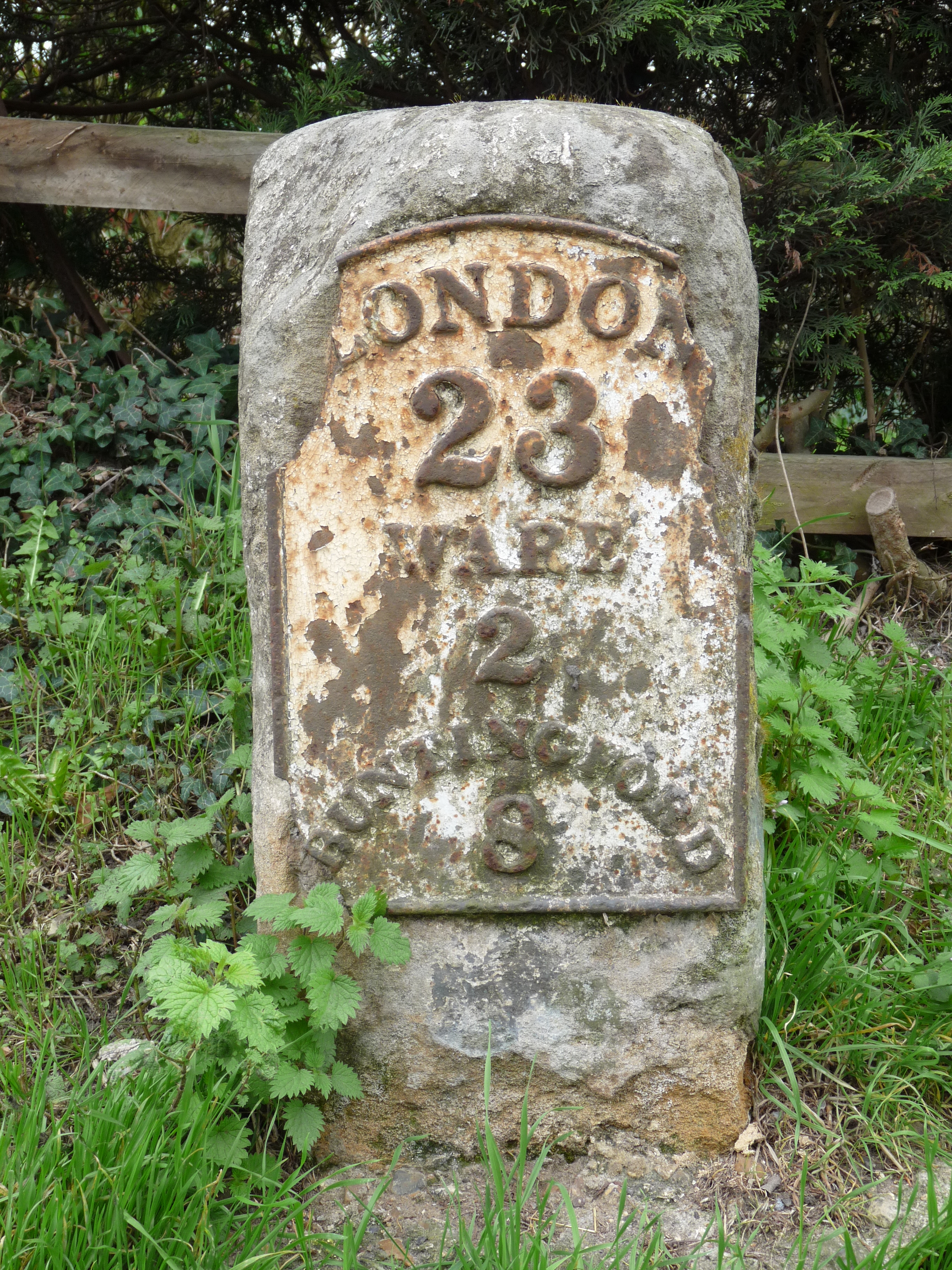
Historischer Meilenstein 23 in Wadesmill nördlich von Hertford

A10 road (englisch für Straße A10), in Abschnitten auch bekannt als Great Cambridge Road und Old North Road, ist eine Fernverkehrsstraße in England. Sie beginnt an der London Bridge, führt in nördlicher Richtung durch London und den Londoner Vorort Tottenham, an Enfield vorbei, kreuzt bei der Anschlussstelle Junction 25 den Londoner Autobahnring M25 motorway, passiert Hoddesdon und Hertford in Hertfordshire, geht südlich von Buntingford vom vierstreifigen in den zweistreifigen Ausbau über, kreuzt in Royston die A505 road und südlich von Cambridge den M11 motorway und setzt sich nördlich von Cambridge über die Kathedralstadt Ely und an Downham Market vorbei nach King’s Lynn am Wash fort, wo sie endet.